# Il giorno del giudizio (film 2000)
Il giorno del giudizio (Doomsdayer) è un film del 2000 diretto da Michael J. Sarna.

## Trama
Prima che cadano nelle mani sbagliate, un'organizzazione internazionale di antiterrorismo ha il compito di rintracciare delle armi di distruzione di massa. L'organizzazione scopre l'esistenza di un'arma che è in grado di innescare la caduta di ogni centrale nucleare della Terra. Quest'arma si chiama Doomsdayer. Jack Logan che è lo specialista della missione deve trovare il proprietario di questa terribile arma Doomsdayer, che è Max Gast sperando che il dispositivo non sia stato attivato. Ma il dispositivo è già stato attivato e il conto alla rovescia di sette giorni è iniziato.